# Paměť FRAM
FRAM (Ferroelectric Random Access Memory) je nevolatilní paměť s přímým přístupem, která dokáže uchovat data i po vypnutí napájení. Jejím základem jsou feroelektrické krystaly. Tato paměť principielně funguje stejně jako RAM. Buňky paměti FRAM ale využívají zbytkové polarizace feroelektrického materiálu. Její princip fungování je založen na vystavení elektrického krystalu elektrickému poli. Díky tomu se centrální atom pohne ve směru elektrického pole a zapříčiní proudový náraz. Ten je zaznamenán vnitřními obvody a paměť je následně zapnuta. Díky tomu, že centrální atom v této pozici zůstane i po odstranění pole, je paměťový stav uchován. 

## Parametry FRAM
| Parametr         | Hodnota             |
| ---------------- | ------------------- |
| Přístupová doba  | 50 ns               |
| Spotřeba energie | < 100 μA/MHz        |
| Počet zápisů     | > 100 bilionů cyklů |
| Napájení         | 1,5 V               |

## Výhody paměti FRAM
První nespornou výhodou je rychlá doba zápisu. Je totiž nižší než 50 ns, což umožňuje rychlost zápisu až 1400 kB/s. Zápis je navíc prováděn ve stejném procesu jako čtení, protože pro přístup do paměti existuje pouze jeden příkaz. Další výhodou je její nízká spotřeba, což napomáhá k delší životnosti baterie. K zápisu do paměti je potřeba nízké napětí a pro změnu dat je využíván jen velmi malý proud. Využívají proto napájení pouze 1,5 V. Pokud ji srovnáme například s pamětí Flash, tak paměť FRAM při rychlosti 12 kB/s spotřebuje 250krát méně energie. Paměti FRAM se vyznačují také vysokou spolehlivostí. Ta se projevuje při zápisu dat. Nízké napětí, které je pro něj zapotřebí, je načteno již během začátku zápisu. Předejde se tím pouze částečnému zápisu, ke kterému může dojít například u integrovaných obvodů pamětí EEPROM, pokud jsou během zápisu odpojeny od zdroje energie. Se spolehlivostí souvisí také její schopnost uchování dat. Data jsou při teplotě 85 °C uchována i více než 10 let. FRAM paměti se vyznačují také vysokou flexibilitou. Jejich paměť je možno dynamicky dělit a oddělit tak datovou a programovou část. Při výrobě je využita technologie nahrazující tranzistory a nábojové pumpy, čímž bylo dosaženo menších velikostí čipů. Zvýšila se tak i bezpečnost, protože byl znesnadněn přístup útočníkům. Vysoké odolnosti bylo dosaženo také vůči radiaci, což ji předurčuje k využití v některých lékařských odvětvích.

## Využití FRAM
Díky možnosti rychlého a častého zápisu a také uchování dat po odpojení nebo výpadku napájení jsou využitelné v mnoha systémech. Mohou to být automobilové aplikace (např. pro air-bags), různé elektroměry, plynoměry a podobná zařízení. Průběžné ukládání konfigurace neprobíhá pouze při odpojení nebo vypnutí. Je průběžně ukládána každá konfigurační změna. Tohoto jevu se využívá při použití v laserových tiskárnách, kabelových síťových ovládáních nebo set top boxech. Rychlá zapisovací schopnost a dlouhá životnost umožňují uložení dat před následným přenosem, což je schopnost, která umožňuje uplatnění pamětí FRAM v průmyslových a bankovních systémech. V mnoha případech fungují jako náhrada statických pamětí EEPROM.
| Funkce      | Využití                                     |
| ----------- | ------------------------------------------- |
| Sběr dat    | Poštovní měřidla                            |
| Sběr dat    | Průmyslové sítě                             |
| Sběr dat    | Dopravní kontrolky                          |
| Sběr dat    | Kontrolky teploty                           |
| Sběr dat    | Měřiče                                      |
| Sběr dat    | Datové sběrače                              |
| Sběr dat    | Průmyslová automatizace                     |
| Sběr dat    | Kontrolky čerpadel                          |
| Sběr dat    | Automatické air bags                        |
| Konfigurace | Laserové tiskárny, kopírky, kabelové modemy |
| Konfigurace | Obchodní telefony                           |
| Konfigurace | Počítače do dlaně, nebo RAID                |
| Konfigurace | Průmyslové sítě, kontrolní zařízení         |
| RAM expanze | Čtečky karet s magnetickým proužkem         |
| RAM expanze | Vestavěné mikrokontrolory                   |